# Birmanie aux Jeux olympiques d'été de 2024
La Birmanie, également reconnue comme Myanmar par le Comité international olympique, a participé à ses 19e Jeux olympiques d'été de 2024 à Paris. La délégation birmane est composée de deux sportifs, le nageur Phone Pyae Han et la joueuse de badminton Thet Htar Thuzar, qui sont les porte-drapeaux de la délégation.

## Athlètes engagés
| Sport     | Hommes | Femmes | Total |
| --------- | ------ | ------ | ----- |
| Badminton | 0      | 1      | 1     |
| Natation  | 1      | 0      | 1     |
| Total     | 1      | 1      | 2     |

## Résultats

### Badminton
Thet Htar Thuzar est une badiste qui a atteint la 43e position dans le classement BWF arrêté au 30 avril 2024. Selon les critères de qualifications aux jeux, elle est la 22e qualifiée. Thet Htar Thuzar avait participé aux Jeux de Tokyo, éliminée dès la phase de poule.
| Athlètes         | Compétition  | Phase de groupes            | Phase de groupes        | Phase de groupes | 1/8 de finale    | Quarts de finale | Demi-finales     | Finale / 3e place | Finale / 3e place |
| Athlètes         | Compétition  | Adversaire Score            | Adversaire Score        | Rang             | Adversaire Score | Adversaire Score | Adversaire Score | Adversaire Score  | Rang              |
| ---------------- | ------------ | --------------------------- | ----------------------- | ---------------- | ---------------- | ---------------- | ---------------- | ----------------- | ----------------- |
| Thet Htar Thuzar | Simple dames | Akane Yamaguchi 12-21 10-21 | Michelle Li 16-21 23-25 | 3e du gr. C      | Éliminée         | Éliminée         | Éliminée         | Éliminée          | 27e               |

### Natation
| Athlète        | Épreuve          | Séries | Séries | Demi-finales | Demi-finales | Finale | Finale |
| Athlète        | Épreuve          | Temps  | Rang   | Temps        | Rang         | Temps  | Rang   |
| -------------- | ---------------- | ------ | ------ | ------------ | ------------ | ------ | ------ |
| Phone Pyae Han | 100 m nage libre |        | e      |              | e            |        | e      |